# دانيل كيبتشيرتشير كومن
دانيل كيبتشيرتشير كومن (بالإنجليزية: Daniel Kipchirchir Komen)‏ مواليد 27 نوفمبر 1984، هو عداء مسافات متوسطة كيني متخصص في 1500 متر. حصل على الذهبية في نهائي ألعاب القوى العالمي سنة 2007.

## الميداليات
| الميدالية | المسابقة                                    |
| --------- | ------------------------------------------- |
| فضية      | بطولة العالم لألعاب القوى داخل الصالات 2006 |
| فضية      | بطولة العالم لألعاب القوى داخل الصالات 2008 |

## روابط خارجية
- دانيل كيبتشيرتشير كومن على موقع الاتحاد الدولي لألعاب القوى (الإنجليزية)
- دانيل كيبتشيرتشير كومن على موقع الدوري الماسي (الإنجليزية)